# Droga wojewódzka nr 659
Droga wojewódzka nr 659 (DW659) – droga wojewódzka o długości 48 km łącząca Bielsk Podlaski z drogą krajową nr 66 w Dąbrówce Kościelnej.

## Miejscowości leżące przy trasie DW659
- Bielsk Podlaski
- Augustowo
- Wyszki
- Topczewo
- Zalesie
- Kiewłaki
- Hodyszewo
- Koboski
- Nowe Piekuty
- Kostry-Noski
- Dąbrówka Kościelna